# 橋本あかね
橋本 あかね（はしもと あかね、1990年2月11日 - ）は、福岡県を中心に活動する日本の俳優、司会者及びタレント。

## 来歴・人物
福岡県柳川市出身。九州のローカルテレビ局の番組でリポーターを務め、その後にローカルアイドルに転身するという特異な経歴を持つ。
2019年に太田プロダクションを退所し、現在はフリーとして活動中。2015年３月から2017年３月まで観光柳川キャンペーンレディ「水の精」を務める。現在は司会業をこなしながら俳優業に力をも入れており、将来は外国作品の映画への出演に向け、英語を猛勉強中。
特技はエイサー。博多どんたくや長崎ランタンフェスティバルでの出演や、BEGINやHYのバックバンサーでの共演を果たしている。
抹茶が大好物。好きな動物はナマケモノ。趣味は洋画鑑賞。一日二作を鑑賞するのがルーティン。

## アルマゲドンとの出会い
思春期の中学生時代にたまたまた観た金曜ロードショーで放送していたアルマゲドンの主題歌「ミス・ア・シング」（原題"I Don't Want to Miss a Thing"）を歌う米国ロックバンドのエアロスミスのスティーブン・タイラーの大ファンになる。夢はスティーブン・タイラーとの共演。

## 第72回カンヌ国際映画祭
長崎県諫早市出身で株式会社エフスタジオの谷川健監督の第72回カンヌ国際映画祭での上映作品「勝利の選択」(The 48 Hour Film Project Osaka Best Film 1st Place)に出演し、2019年のカンヌ映画祭に谷川監督ら出演者スタッフとカンヌを訪れる。これが初の渡欧であり、カンヌのほかにニースとモナコも訪れる。

## 出演

### TV
- めんたいワイド（福岡放送）キタ級遺産　リポーター（2018年4月 - ）
- あっぷる（NBC長崎放送）リポーター（2013年3月 - 2014年3月）
- 発見らくちゃく（福岡放送）
- ももち浜ストアプラス（テレビ西日本）
- ももち浜ストア特番　JAコラボ伝統野菜特集（テレビ西日本）
- ミラクル☆ヴィーナス（テレビ西日本）
- 田村淳のコンカツ!（RKB毎日放送）
- すごかby九州（釣りビジョン）
- わがまま!気まま!旅気分（BSフジ）

### CM・インフォマーシャル
- 盛田屋　顔面卓球少女
- ダイショー　よせ鍋の素
- ビビック　水炊き編　女将役
- 原沢製薬　ナリビット錠

### 映画
- 劇場版 相棒 レポーター役
- まちぼうけ

### ショートドラマ
- 柳川物語二
- &cherry
- 脱出プランナー（助演女優賞受賞）
- 勝利の選択（カンヌ国際映画祭上映作品）
- 日常
- スカビオサ
- リコリス

### 舞台
- こげた畳とゆれた尻（2016年12月）
- ドブ恋九州（2017年4月）
- ドブ恋九州2（2017年10月）
- 島へおいでよ（2017年11月）
- 立花宗茂と誾千代（朗読舞台）※2020年大河ドラマ誘致活動
- おっす川中島！
- 博多座　We Are The Champions 主演　博多座Xコンドルズ（2019年）
- 人の気も知らないで
- 繁盛店にはわけがある（2023年12月）[2]

## その他
- 観光柳川キャンペーンレディ水の精（2015年3月～2017年3月）